# Rakel Liekki
Tiina-Rakel Liekki (née le 20 septembre 1979 à Suonenjoki) est une artiste, journaliste indépendante, écrivaine, réalisatrice, productrice et ancienne actrice pornographique finlandaise.

## Carrière
Liekki est l'une des personnalités finlandaise les plus connues de l'industrie du porno et a été surnommé « l'apôtre du porno » dans un article du magazine finlandais City. En 2002, Liekki tourne dans Rakelin ja Lassin Panokoulu, des vidéos de conseils sexuels avec Lassi Lindqvist dans le cadre de l'émission de télévision PornoStara sur la chaîne MoonTV. Elle avait déjà testé des sextoys dans la même émission. Elle a également travaillé pour ATV sur leurs Naked News et d'autres émissions nocturnes destinées aux adultes. Après cela, elle a travaillé comme productrice pour la chaîne de télévision numérique finlandaise Sextv. Liekki a également réalisé le film porno Rakel Liekki – Mun leffa.
Liekki prend sa retraite du porno en 2005 et commence à animer son propre talk-show, Yö Rakelin kanssa (Nuit avec Rachel). Le talk-show a été diffusé sur la chaîne de télévision Subtv. Elle a depuis fait des apparitions dans d'autres émissions de télévision, comme Maria!, Uutisvuoto et Hurtta ja stara, basé sur The Underdog Show de la BBC.
Liekki participe en 2001 au clip de la chanson Hardboiled and Still Hellbound du groupe de black metal finlandais Impaled Nazarene, en 2007 au clip Broken Promised Land du groupe de rock finlandais Private Line et en 2008 au clip Lääke du Finlandais groupe de métal Stam1na . Sa voix peut être entendue dans la chanson Baby Is Sleeping de The Capital Beat.
Liekki a écrit des articles pour plusieurs magazines et journaux finlandais. Elle est invitée régulièrement par le programme radio Taustapeili sur YLE. 
En mars 2008, Liekki est la porte-drapeau de la campagne pour le bien-être animal "Irti mun munista!", organisée par Animalia et SEY (Fédération finlandaise des associations de bien-être animal). En mai 2008, elle devient chroniqueuse régulière pour Uutispäivä Demari, l'organe principal du Parti social-démocrate de Finlande.

### Pratique artistique
Liekki obtient en décembre 2001 un baccalauréat ès arts de l'école polytechnique de Carélie du Nord, dans un programme d'art avec la peinture comme discipline principale. En 2006, une œuvre de Liekki, Mikko Hynninen et Antti Hietala, Fantasia#1 pornotähdelle (Fantasy n°1 pour une star du porno) a été présentée dans Kiasma. En 2010, Showroom Helsinki a accueilli une exposition d'art intitulée "Ylisöpö!" avec des peintures de Liekki et Riikka Hyvönen,.

## Vie privée
Liekki est ouvertement bisexuelle. Elle est mariée à Juha Jakonen entre 2007 et 2010. Elle a ensuite été en partenariat enregistré avec Silvia Modig, une députée de l'Alliance de gauche. Elles ont rompu à l'automne 2011.

## Filmographie partielle
- Igor's vol 1
- Silkkaa pornoa (2001, Productions 69)
- Rakel Liekki : Mun leffa (2002, Productions 69)
- The best of ELS (ELS Production)
- Haluatko pornotähdeksi
- Haluatko pornotähdeksi 2 (2005, Turun Exhibition oy)

## Historique télévisuel (non exhaustif)
- Pornostara (2001)
- Kuutamolla  (1 épisode, 2003)
- Jaajon jacuzzi (1 épisode, 2003)
- 4Pop (1 episode, 2003)
- Persona non grata (1 épisode, 2003)
- Escort (1 épisode, 2003)
- W-tyyli (1 épisode, 2004)
- Toni Wirtanen Undercover (1 épisode, 2004)
- Harakanpesä (1 épisode, 2004)
- Suoraa huutoa! (1 épisode, 2004)
- Hyppönen Enbuske Experience (1 épisode, 2004)
- Taistelevat julkkikset (1 épisode, 2004)
- Uutisvuoto (1 épisode, 2007, 2013)
- Popkult (2 épisodes, 2008–2009)